# Бомбардировки Сталинграда
Бомбардировки Сталинграда — действия  люфтваффе во время Сталинградской битвы. Первый массированный налет состоялся в воскресенье 23 августа 1942 года. В этот день на город было сброшено около 1000 тонн фугасных и зажигательных бомб. По мнению американского историка Энтони Бивора, этот воздушный удар по Сталинграду был наиболее мощным за всю войну на Восточном фронте. После первого налёта последовали другие. В течение первой недели бомбардировок было уничтожено по меньшей мере 90% жилого фонда. По оценкам, погибло от 40 тыс.  до 70 тыс. человек. Также предполагается, что 150 тыс. получили ранения[страница не указана 77 дней].  
Советские войска, укрывавшиеся в развалинах, подвергались многочисленным немецким авиаударам вплоть до советского контрнаступления в конце ноября 1942 года. В период с 23 августа по 22 ноября 4-й воздушный флот люфтваффе совершал в среднем по 1000 боевых вылетов в день, большая часть которых была направлена на Сталинград.

## Предыстория

### Планирование
Планы бомбардировки Сталинграда были впервые озвучены в директиве ОКВ № 41 от 5 апреля 1942, в которой излагались планы летней кампании на 1942 год:

В любом случае необходимо попытаться достигнуть Сталинграда или по крайней мере подвергнуть его воздействию нашего тяжелого  оружия с тем, чтобы он потерял свое значение как центр военной промышленности и узел коммуникаций.
В директиве № 45 от 23 июля 1942 уточнялось о значении разрушения города в качестве одной из гарантий успеха наступательной операции: 

Особенно большое значение имеет заблаговременное разрушение города Сталинграда. Кроме того, следует при случае производить налеты на Астрахань; движение судов в нижнем течении Волги должно быть парализовано путем сбрасывания мин.
С этой целью командующий 4-м воздушным флотом генерал-фельдмаршал Вольфрам фон Рихтгофен разработал план оказания поддержки наступающим войскам. По его замыслу бомбардировки города следовало начинать после преодоления обороны противника и достижения решающего успеха, а до того момента использовать авиацию лишь для поддержки наступающих сил.
К 23 августа 4-й воздушный флот располагал более чем 1200 самолётов в составе 27-й, 51-й, 55-й, 76-й и 100-й бомбардировочных эскадрилий.

### Обстановка на фронте
В июле 1942 года 8-му авиакорпусу генерала Мартина Фибига было поручено оказывать  авиационную поддержку 6-й армии Паулюса и 4-й танковой армии, наступавшим на Сталинград.
4-й воздушный флот под командованием генерал-полковника Вольфрама фон Рихтгофена в июле 1942 года обслуживал фронт протяженностью 1600 километров и сосредоточил свои усилия на Сталинграде, при этом задачам 4-го авиакорпуса Курта Пфлюгбайля, действовавшего на Кавказе, уделялось меньше внимания.  Действиям 8-го авиакорпуса уделялось первостепенное внимание, поскольку Рихтгофен считал взятие Сталинграда ключом к успеху Германии на всем Восточном фронте. Рихтгофен запросил у Верховного командования люфтваффе дополнительные транспортные группы «Юнкерс Ju 52» и передал группы Пфлюгбайля, а также его автотранспортные роты в административное подчинение нового, специально созданного «Сталинградского транспортного региона». Эти усилия принесли плоды, поскольку люфтваффе постоянно доставляло на фронт боеприпасы, продовольствие и топливо.
Во время битвы за Калач 8-й авиакорпус оказал решающую авиационную поддержку немецким XIV и XXIV  танковым корпусам, в результате чего советская 62-я армия была окружена и уничтожена к западу от Калача. В плен попало около 50 тысяч человек, было уничтожено или захвачено более 1000 танков; дорога на Сталинград была открыта.
21 августа 11-й армейский корпус вермахта переправился через Дон севернее Калача. На следующее утро через Дон по двум большим понтонным мостам переправился 14-й танковый корпус Густава фон Витерсхайма.  За время этих событий авиакорпус Фибига сбил 139 самолетов ВВС и нанес значительный урон советским наземным войскам.
Через два дня после форсирования Дона 14-й танковый корпус двинулся вперед и в 16:00 23 августа вышел к Волге у Спартановки на северной окраине Сталинграда. Стремительное продвижение корпуса Витерсхайма застало советское командование врасплох: ни один из трех рубежей обороны, заранее подготовленных на подступах к Сталинграду, не был занят войсками. Этот успех был достигнут во многом благодаря действиям немецкой авиации. 23 августа VIII авиакорпус совершил 1600  боевых вылетов, прокладывая путь передовым танковым частям и сбросив около 1000 тонн бомб. Пикирующие бомбардировщики Junkers Ju 87 Stuka, штурмовики Focke-Wulf Fw 190 и средние бомбардировщики Heinkel He 111 и Junkers Ju 88 бомбили и обстреливали  советские войска, приземлялись, дозаправлялись, пополняли боезапас и совершали новые вылеты. В тот день VIII авиакорпус потерял три самолета, уничтожив при этом 91 советский самолет и нанеся серьёзный урон советским войскам на земле.

## Противовоздушная оборона
В конце ноября 1941 года Сталинградский бригадный район ПВО Северо-Кавказской зоны ПВО был переформирован в Сталинградский дивизионный район ПВО. 20 апреля 1942 года приказом народного комиссара обороны Ворошилова войска Сталинградского дивизионного района ПВО были преобразованы в Сталинградский корпусной район ПВО (СКР ПВО). К началу Сталинградской битвы в составе района насчитывалось 566 зенитных орудий и 470 зенитных пулеметов[страница не указана 77 дней]. Для организации обороны корпусной район делился на 7 боевых секторов, в каждый из которых входил один полк ПВО. Всего в состав СКР входило:
- 9 зенитно-артиллерийских полков (1077-й, 1078-й, 1079-й, 748-й, 1080-й, 1082-й, 1083-й, 1087-й и 1088-й)[21];
- 7 отдельных зенитно-артиллерийских дивизиона (80-й, 82-й, 85-й, 188-й, 267-й, 284-й и 416-й);
- 2 отдельные зенитно-пулемётные батареи;
- 43-й прожекторный полк;
- 6 отдельных батальонов воздушного наблюдения оповещения сопровождения и 102-я отдельная рота ВНОС, имевшая на вооружении 3 радиолокационные станции «Пегматит», установленные в  Калаче, Абганерово и Красноармейске[17].

Помимо этого Сталинградскому корпусному району ПВО оперативно подчинялась 102-я истребительная авиационная дивизия ПВО и 8 дивизионов бронепоездов.
В соответствии с постановлением ГКО СССР от 25 марта 1942 г. «О мобилизации девушек-комсомолок в войска ПВО» более 100 тысяч женщин были направлены в подразделения ПВО для назначения на должности. Только в мае 1942 года в состав СКР ПВО было принято 3116 девушек.
В подразделениях 8-й воздушной армии Сталинградского фронта к началу немецкого наступления насчитывалось 454 самолёта, ещё 82 самолёта находились в составе 102-я иад ПВО, подчинённой СКР ПВО. В соединениях Сталинградского фронта имелся недостаток зенитных орудий: 62-я, 63-я и 64-я армии имели в своём составе от 4 до 7 зенитных орудий и до 40 крупнокалиберных пулемётов.
В соответствии с распоряжением Ставки ВГК на 102 иад возлагалась задача по обороне города на дальних подступах, для чего три полка располагались на аэродромах в Морозовске и Котельниково, два полка базировался непосредственно в пределах Сталинграда. Помимо этого дивизия должна была прикрывать Астрахань, пути сообщения в границах района, а также войска Сталинградского фронта, сопровождать бомбардировщики, наносить штурмовые удары по наземным войскам противника.
По мнению А. В. Исаева, к началу немецкого наступления ПВО на сталинградском направлении была плохо организована. Быстрый прорыв немецких войск к городу усложнил действия советской авиации, а недостаток самолётов, малое наличие современной техники в составе истребительных частей, а также активное противодействие немецкой авиации сделали оборону города с воздуха проблематичной[страница не указана 77 дней]. С быстрым приближением противника к городу аэродромы базирования советской авиации располагались в непосредственной близости к линии фронта. Частые приказы о перебазировании на новые аэродромы, вместе с невозможностью быстрого развёртывания батальонов аэродромного обслуживания, сковывали действия авиации и мешали оперативному реагированию.
До начала боёв за Сталинград местные власти не думали об эвакуации, так как не предполагали захвата города. Однако отдельные категории граждан и материальных ценностей подлежали эвакуации. Так 13 июля было принято постановление об эвакуации детских домов на левый берег Волги. 15 августа обкомом ВКП(б) было принято постановление о частичной эвакуации населения, в соответствии с которым планировалось эвакуировать 15 тысяч неработающих женщин с детьми. 19 августа было принято постановление Сталинградского городского комитета обороны № 399 «О спецмероприятиях», в котором ставилась задача подготовить к разрушению промышленные объекты, мосты, железные дороги и некоторые жилые дома в городе.

## Бомбардировки
Первые налёты на город были предприняты в конце июля. Бомбардировщики группами численностью в 20–45 самолетов производили ночные бомбардировки города на высоте 2000—2500 м. Эти бомбардировки носили эпизодический характер и потому легко отражались частями СКР ПВО. С начала августа интенсивность действий немецкой авиации снизилась, однако возросла с 9 августа: ударам самолётов подверглись Красноармейск, Бекетовка, аэродром и вокзал в Воропоново.
23 августа генерал-полковник Максимилиан фон Вейхс издал боевой приказ, в котором обозначались задачи подразделениям:

4-му воздушному флоту предлагается, помимо непосредственной поддержки армии на поле боя, днём и ночью наносить активные удары по Сталинграду, в целях нейтрализации находящихся там органов управления и затруднения организации находящимися там войсками обороны и контрнаступления.
В тот же день бомбардировочная авиация 4-го и 8-го авиакорпусов 4-го воздушного флота начала наносить массированные удары по городу. Начиная с 18:00, больше 1000 самолётов преступили к бомбардировкам южной части и центра Сталинграда, используя зажигательные и фугасные снаряды. В городе были расположены нефтехранилища и склады древесины, основу застройки составляли деревянные дома — город моментально охватили пожары, зарево которых было видно за несколько километров, что служило ориентиром для немецких бомбардировщиков, совершавших налёты в ночное время[страница не указана 77 дней]. За один день немецкая авиация совершила 2000 самолёто-вылетов. Борьба с авиацией усложнялась необходимостью войскам 8-го воздушного флота выполнять сразу несколько задач: прикрывать небо над Сталинградом, атаковать части противника, прорвавшиеся к городу, разрушать вражеские переправы и поддерживать наступление 4-го и 16-го танковых корпусов. Войска ПВО также должны были одновременно вести борьбу с противником в небе и на земле, отражая наступление пехотных и танковых подразделений противника.
В первые же часы бомбардировки был нанесен удар по  штабу городской противовоздушной обороны. Город окутали густые клубы дыма, достигавшие высоты 3,5 километра. Были уничтожены нефтехранилища и танкеры, в результате чего горящая нефть вылилась на поверхность Волги. Город быстро превратился в руины, хотя некоторые фабрики уцелели и продолжали производство, в то время как рабочие ополченцы присоединились к боевым действиям.
После 23 августа Сталинград бомбили квартал за кварталом еще пять дней. По официальной советской статистике, истребители ПВО 8-й воздушной армии и 102-й ИАД ПВО сбили 90 немецких самолетов, а также 30 самолетов сбила артиллерия ПВО. Советские ВВС в непосредственной близости от зоны боевых действий с 23 по 31 августа потеряли 201 самолет, и, несмотря на пополнение в количестве около 100 самолетов в августе, в их составе имелось 192 исправных самолета, в том числе 57 истребителей. Основная тяжесть обороны города легла на плечи 1077-го полка ПВО. 
Сталин запретил эвакуацию мирного населения, отчасти из-за важности городских заводов для военных нужд. В первоначальных советских отчетах говорилось, что системы водоснабжения и электроснабжения вышли из строя. 26 августа подробный отчет Советского городского комитета обороны привел следующие цифры потерь: 955 убитых и 1181 раненых. Из-за последовавших за этим боев и большого числа жертв невозможно узнать, сколько еще людей погибло в результате налетов. По общим оценкам, погибло более 40 тыс. человек в основном мирных жителей, по одной из оценок число погибших достигло 70 000 человек. Однако историк Ричард Овери считает это преувеличением Также предполагается, что количество раненых составило около 150 тыс. человек.  Высокие потери были вызваны недостаточным количеством бомбоубежищ и тем, что большинство домов в пригородах были деревянными. Британский историк Энтони Бивор сравнил бомбардировки Сталинграда с разрушением испанского города Герника.

## Дальнейшие операции
Прорвавшийся к Сталинграду танковый корпус Витерсхайма подвергся массированным советским контратакам, действия VIII авиакорпуса помогли в отражении этих атак. 4-я танковая армия Германа Гота, на несколько дней остановившаяся далеко к югу от Сталинграда из-за нехватки топлива, возобновила наступление 28 августа при мощной поддержке «Штук» и Fw 190 из VIII авиакорпуса. 30 августа Рихтгофен приказал начать новые налёты на город, чтобы сломить советскую волю к сопротивлению. В тот и следующий день VIII авиакорпус совершал крупномасштабные бомбардировки города, а также атаковал советские аэродромы к востоку от Волги, чтобы сохранить превосходство Германии в воздухе
4-й воздушный флот подавил ВВС в воздухе над городом, ограничив действия советских войск только ночными операциями. В дневное время немцы сохранили превосходство в воздухе над Сталинградом и использовали это преимущество с сокрушительным эффектом. С 5 по 12 сентября 4-й воздушный флот совершил 7507 боевых вылетов (938 в день). С 16 по 25 сентября было совершено 9746 самолёто-вылетов (по 975 в сутки). 14 октября было совершено 1250 боевых вылетов против советских позиций к западу и востоку от Волги и советского сообщения вдоль реки. В тот же день три эскадрильи пикировщиков Штука (Stuka Geschwader) совершили 320 боевых вылетов против советских позиций на западном берегу, сбросив 540 тонн бомб.